# Caroline Marton
Pour les articles homonymes, voir Marton.
Caroline Marton, née le 14 avril 1984 à Melbourne, est une taekwondoïste australienne.

## Carrière
En 2004, elle est médaillée d'argent aux Championnats d'Asie de taekwondo dans la catégorie des moins de 59 kg.
En 2007, elle remporte la médaille de bronze en moins de 67 kg à l'Universiade d'été. 
En 2015, elle est médaillée d'or aux Jeux du Pacifique en moins de 53 kg.
En 2016, elle participe au tournoi de taekwondo aux Jeux olympiques d'été en moins de 57 kg ; elle est éliminée par la Suédoise Nikita Glasnović en huitièmes de finale,.

## Famille
Elle est la sœur des taekwondoïstes Carmen Marton et Jack Marton.